# Cosimo Barnaba Corsi

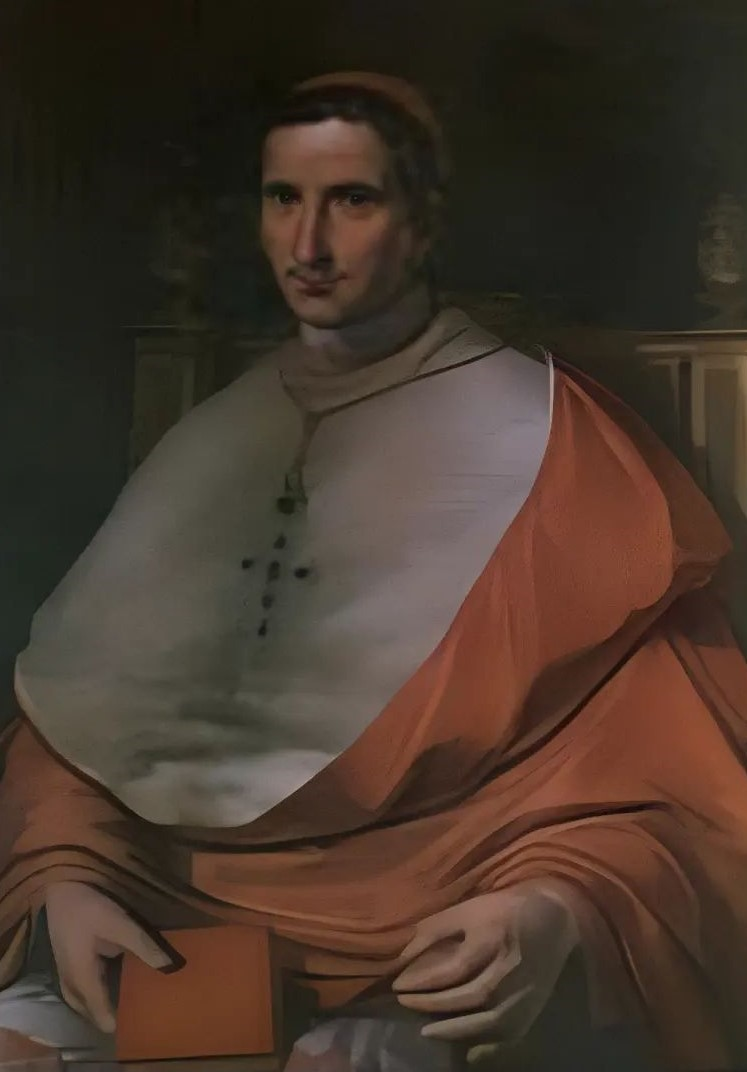
Cosimo Kardinal Corsi (Ölgemälde 19. Jhd.)

Cosimo Barnaba Corsi (* 10. Juni 1798 in Florenz; † 7. Oktober 1870 in Agnano, San Giuliano Terme) war ein italienischer römisch-katholischer Geistlicher, Bischof und Kardinal der Römischen Kirche.

## Leben

### Herkunft und frühe Jahre
Er entstammte einer florentinischen Adelsfamilie und war der Sohn des marchese Giuseppe Antonio Corsi und der Gräfin Maddalena della Gherardesca. Ein anderer Kardinal aus dieser Familie war Domenico Maria Corsi.
Seine erste Bildung erfuhr Cosimo Corsi an der Piaristen-Schule San Giovannino in seiner Geburtsstadt Florenz. Er war Page der Großherzogin Elisa Bonaparte Baciocchi. Nach dem Ende der französischen Herrschaft entschied er sich 1815 für die kirchliche Laufbahn. Die Tonsur empfing er durch den Bischof von Volterra Giuseppe Gaetano Incontri und die niederen Weihen durch den Erzbischof von Florenz Antonio Martini. Zwei Jahre später zog Cosimo Corsi nach Rom und erlangte dort im Juni 1818 den akademischen Grad eines Doctor iuris utriusque. Im selben Jahr trat er als Hausprälat Seiner Heiligkeit und Relator der Kongregation für die Güterverwaltung in den Dienst der Kurie, im Juli des folgenden Jahres wurde er Referendar. Großherzog Ferdinand III. der Toskana benannte Corsi, obwohl dieser seine akademischen Studien noch nicht beendet hatte, am 29. November 1819 als Auditor der Römischen Rota für Florenz. Ungeachtet des zustimmenden motu proprio vom 4. Dezember stieß die Ernennung auf Widerspruch im Richterkollegium der Rota. Kardinal Ercole Consalvi erreichte jedoch die Zustimmung des Gerichts, da das Großherzogtum Toskana Zugeständnisse hinsichtlich der Nominierung von Auditoren einräumte, und so wurde Cosimo Corsi am 8. Dezember 1819 als Richter zugelassen und nahm ab dem 15. Dezember desselben Jahres seine Funktion wahr. Die Priesterweihe empfing er 1821.

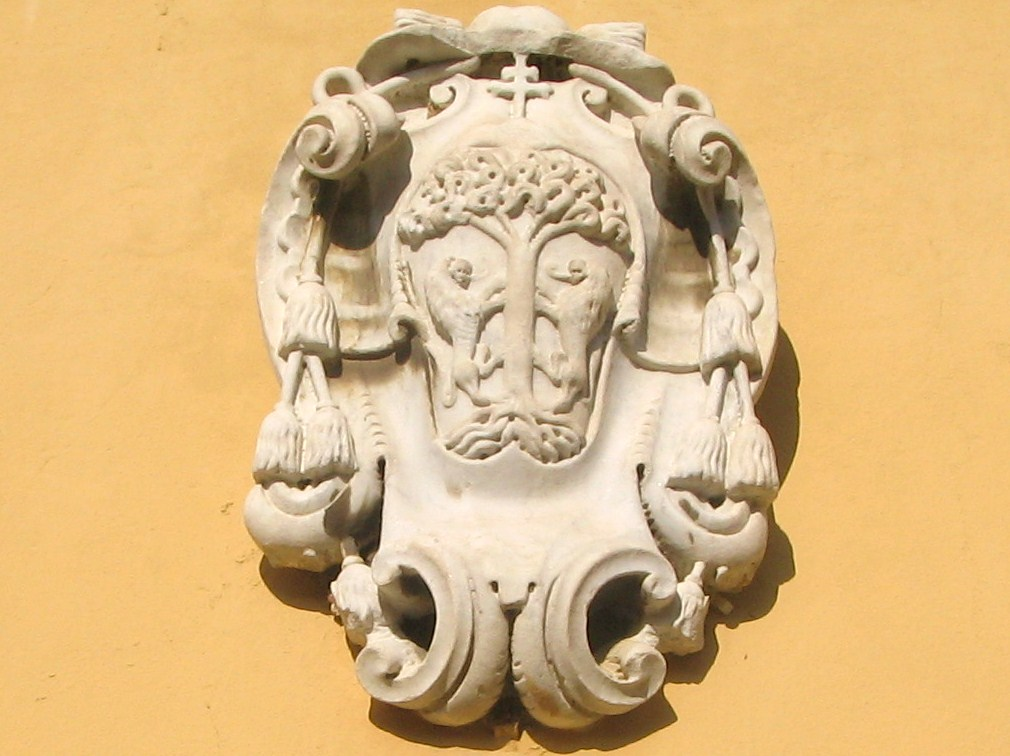
Kardinalswappen von Cosimo Corsi

### Kardinalat
Papst Gregor XVI. nahm ihn im Konsistorium vom 24. Januar 1842 in das Kardinalskollegium auf. Der Kardinalshut und Santi Giovanni e Paolo als Titelkirche wurden ihm am 27. Januar desselben Jahres verliehen. Er war Mitglied der Konzilskongregation, der Kongregation für die kirchliche Immunität, der Ritenkongregation und der Sacra Consulta sowie Konsultor der Kongregation für die Bischöfe und Regularen sowie der besonderen Kongregation für den Wiederaufbau der Basilika San Paolo fuori le mura. Daneben war er Protektor der Vallombrosaner.

### Bischofsämter
Am 20. Januar 1845 wurde Cosimo Corsi zum Bischof von Jesi erwählt. Die Bischofsweihe spendete ihm am 26. Januar desselben Jahres in der römischen Kirche Santa Maria in Vallicella der Kardinalbischof von Ostia e Velletri und Kardinaldekan, Ludovico Micara; Mitkonsekratoren waren Bischof Francesco Pichi und der Sekretär der Kongregation für die kirchliche Immunität, Bischof Stefano Scerra. Cosimo Corsi war Teilnehmer des Konklaves 1846, das Pius IX. zum Papst wählte. Er begründete 1847 eine Abendschule für junge männliche Arbeiter und 1852 ein Waisenhaus für Jungen. Großherzog Leopold II. nominierte ihn für den erzbischöflichen Stuhl von Pisa, wozu Cosimo Corsi am 19. Dezember 1853 erhoben wurde. Im Jahr 1860 weigerte er sich, ein Te Deum zu Ehren von König Viktor Emanuel II. zu feiern, wofür er zwei Monate lang, vom 19. Mai bis zum 6. Juli 1860, in Turin inhaftiert wurde. Cosimo Corsi war Teilnehmer des Ersten Vatikanischen Konzils.

### Tod und Bestattung
Cosimo Corsi starb in Agnano und wurde zunächst in der Kapelle der dortigen Universität beigesetzt. Die italienische Regierung verweigerte ihm ein Begräbnis im Dom zu Pisa, wie Cosimo Corsi es in seinem Testament verfügt hatte. Erst am 30. Juni 1898 konnte er, seinem letzten Willen gemäß, dort beigesetzt werden.